# Gadzarts
Gadz'Arts ，也作 Gadzarts， 是巴黎高科下属的法国国立高等工程技术学校(École nationale supérieure d'arts et métiers(ENSAM),2016年更名为Arts et Métiers ParisTech)的工程师文凭的在校生或毕业生的别称。它是由“Gars des Arts”这三个单词缩合而来，意指来自该学校的人。
Gadzart团体的活动独立于校方，由学生会及校友会组织，但有时也与校方联手举办一些文体活动。

## 传统
Gadzart团体以其拥有的传统为豪，这些传统以互助团结的精神为本，源于自建校以来发生的历史事件。
- 在学校，学生身穿长袍（类似实验服），在Argad'z(即Gadzart之间讲的行话)中称为“Biaude”。一、二年级学生穿灰袍，三年级学生穿白袍。每个学生都可以对自己的袍子进行个性化的装饰，一般一年级时袍子的装饰较为朴素，二、三年级时便饰有精致复杂的文字及图案。
- Gadz'Arts也拥有一套制服（Argad'z语中称为zag）。这套制服并非仅出于学校的军校历史的纪念，它同时体现出了团结的精神，即不论学生出自何种社会阶层，都有同样的衣着。现在的制服的颜色是深蓝色，非常接近法国海军军官制服的颜色。
- 新生入校后，都会取一个别名（Argad'z语中称为bucque）。日后在Gadzart之间交流的时候，全部使用这个别名。
- 每一个在校学生会成为下届某个特定新生的唯一的前辈(Ancien),正是这种关系保证每届学生间的连续性。每一组通过这种一传一的方式届届相连的学生，被称为一个家族。
- 不论是同届的同学，还是相差几十届的校友，所有的Gadzart之间均使用“你”互相称呼，而不用“您”。

## Gadzart的黑话
Gadzart使用一种特别的黑话（Argad'z）。这种行话由军事暗语和法语俚语混合演变而来。
通常来讲，单词都是略语，常以“s”或“z”结尾，或以“za”作为词头。书写行话时通常采用哥特体。

## 格言
Gadzart的格言是：团结（Fraternité,也可译作“博爱”）。